# Moose (Wyoming)
Moose è una comunità non incorporata della contea di Teton, Wyoming, Stati Uniti, nella valle di Jackson Hole. Ha un ufficio postale, con lo ZIP code 83012. La città si trova all'interno del Grand Teton National Park, lungo le rive del fiume Snake. È popolato principalmente da famiglie con trattenute all'interno dei confini del parco.
Il nome Moose può anche riferirsi alla piccola comunità di case del servizio del parco situate immediatamente dietro gli uffici amministrativi. Queste case sono abitate esclusivamente dai dipendenti del parco e dalle loro famiglie. Il National Park Service mantiene la sede del Grand Teton National Park a Moose, così come il centro visitatori del parco. Un'associazione no-profit locale, la Grand Teton Association, mantiene anche alcune strutture nell'area per aiutare ulteriormente la missione del NPS. Olaus e Margaret Murie e il fratello di Olaus, Adolph, vissero a Moose per gran parte della loro vita. Oggi il ranch di famiglia ospita l'organizzazione no-profit The Murie Centre, la cui missione è di riunire le persone per ispirare l'azione che preserva la natura ed è amministrata in collaborazione con il parco nazionale. Il Ranch è stato nominato National Historic Landmark nel 2006.
I residenti di Moose sono considerati parte del census-designated place di Moose-Wilson Road, ma la maggior parte degli abitanti vive sul lato est del fiume Snake che si estende a sud fino all'Aeroporto di Jackson-Hole, e fino a nord come Shadow Mountain. La maggior parte dei ranch e residenze lungo la Moose-Wilson Road sono stati consegnati al parco nazionale, inclusi il JY Ranch di John D. Rockefeller Jr. e il Murie Ranch. L'area commerciale nella comunità è centrata principalmente intorno ai negozi e ai ristoranti del ranch di proprietà della famiglia Dornan.
Data la sua posizione centrale nella valle di Jackson Hole, Moose è stata teatro di numerosi film, tra cui I due capitani nel 1955.